# Mabuyinae
Mabuyinae Mittleman, 1952 è una sottofamiglia di sauri della famiglia Scincidae.

## Tassonomia
La sottofamiglia comprende i seguenti generi:
- Alinea Hedges & Conn, 2012
- Aspronema Hedges & Conn, 2012
- Brasiliscincus Hedges & Conn, 2012
- Capitellum Hedges & Conn, 2012
- Chioninia Mausfeld, Böhme, Misof, Vrcibradic & Rocha, 2002
- Copeoglossum Tschudi, 1845
- Dasia Gray, 1839
- Eumecia Bocage, 1870
- Eutropis Fitzinger, 1843
- Exila Hedges & Conn, 2012
- Mabuya Fitzinger, 1826
- Manciola Hedges & Conn, 2012
- Maracaiba Hedges & Conn, 2012
- Marisora Hedges & Conn, 2012
- Notomabuya Hedges & Conn, 2012
- Orosaura Hedges & Conn, 2012
- Panopa Hedges & Conn, 2012
- Psychosaura Hedges & Conn, 2012
- Spondylurus Fitzinger, 1826
- Trachylepis Fitzinger, 1843
- Varzea Hedges & Conn, 2012
- Vietnascincus Darevsky & Orlov, 1994

### Alcune specie

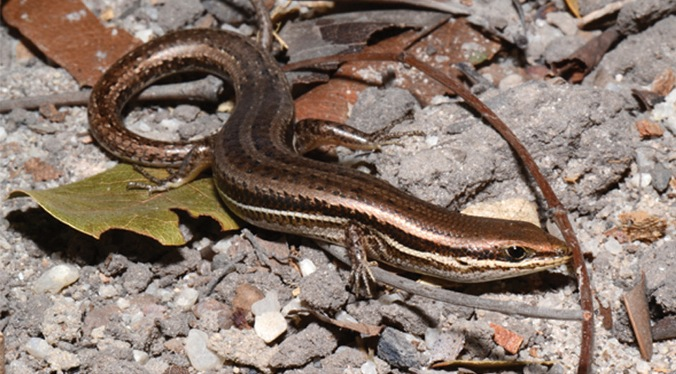
Brasiliscincus heathi
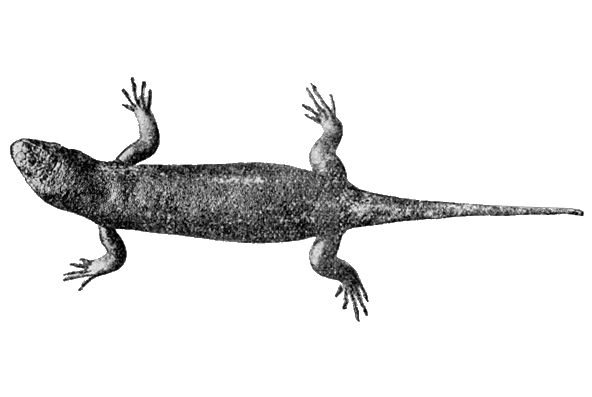
Chioninia coctei
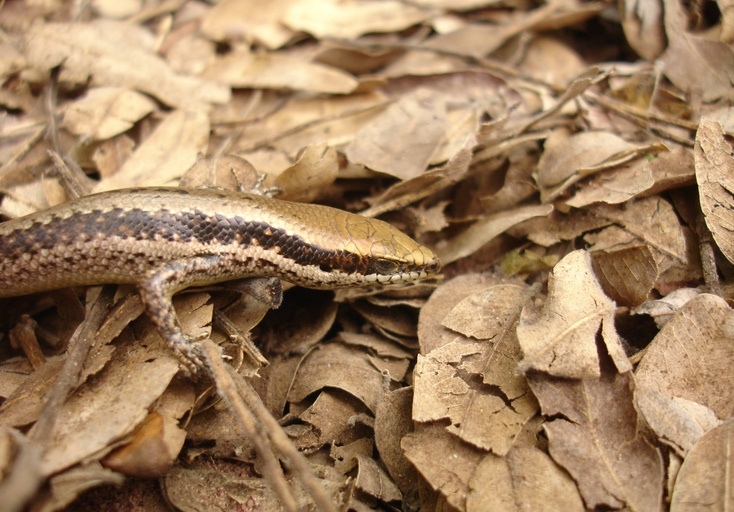
Notomabuya frenata
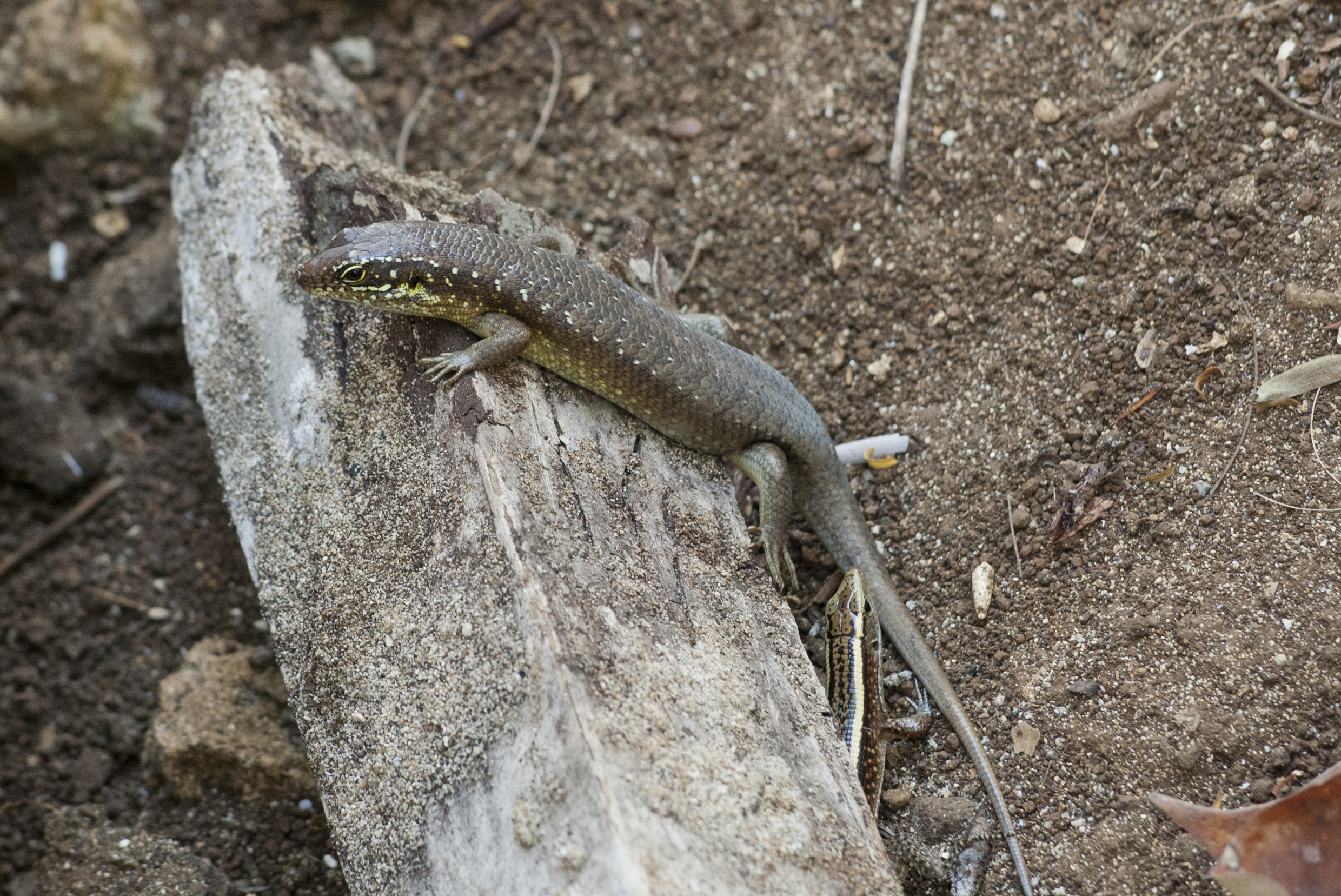
Trachylepis comorensis
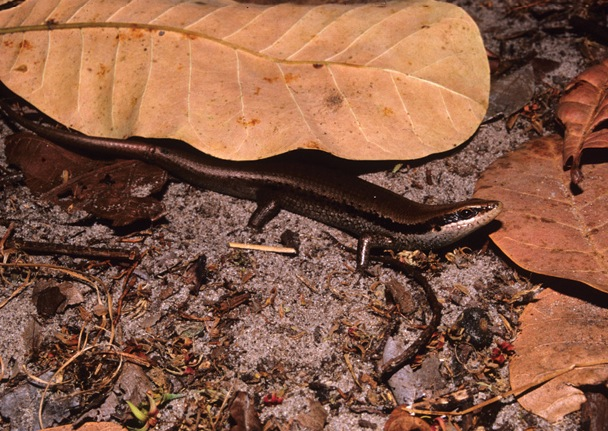
Varzea bistriata